# Challenge-1
Challenge-1, conosciuto anche come Challenge One, è il primo satellite della Tunisia.  
Il satellite, del tipo CubeSat, è stato realizzato interamente dall'impresa tunisina Telnet. Il lancio è stato effettuato il 22 marzo 2021 dal Cosmodromo di Bajkonur con un razzo vettore Sojuz 2/Fregat. Il satellite, collocato in orbita terrestre bassa, è dedicato principalmente all'internet delle cose e consentirà la comunicazione e lo scambio di dati fra diverse apparecchiatura ubicate a terra, utilizzando il protocollo di comunicazione LoRa. Oltre ad un sistema di ricezione e trasmissione dei dati, il satellite è dotato di una telecamera grandangolare per la ripresa di immagini.